# Hydrolase nudix
Les hydrolases nudix sont une superfamille d'enzymes hydrolytiques (hydrolases) capables de cliver des molécules de nucléoside (nu) diphosphates (di) liées à toute fraction (x), d'où leur nom,,. La réaction donne un monophosphate de nucléoside (NMP) plus X-P. Les substrats hydrolysés par des enzymes nudix comprennent une large gamme de pyrophosphates organiques, y compris les di- et triphosphates nucléosidiques, les polyphosphates dinucléosides et diphosphoinositol, les sucres des nucléotides et les coiffes d'ARN, avec des degrés divers de spécificité du substrat. Les enzymes de la superfamille nudix se trouvent dans tous les types d'organismes, y compris les eucaryotes, les bactéries et les archées.